# Battaglia di Tacuarembó
La battaglia di Tacuarembó fu uno scontro armato combattuto il 22 gennaio 1820 tra le truppe indipendentiste della Provincia Orientale di José Gervasio Artigas, guidate sul campo da Andrés Latorre, e le truppe del Regno Unito di Portogallo, Brasile e Algarve, comandate da José de Castelo Branco Correia, I conte di Figueira, capitano generale di Rio Grande do Sul.
La battaglia fu combattuta nei pressi di Tacuarembó, nell'odierno Uruguay. Le truppe luso-brasiliane sorpresero quelle orientali e le sbaragliarono senza trovare resistenza. Lo scontro pose termine alla resistenza orientale all'invasione luso-brasiliana.

## Contesto storico
Dopo aver sconfitto, il 14 dicembre 1819, il colonnello Abreu nella battaglia di Santa María, Artigas fu circondato in territorio brasiliano dall'arrivo degli eserciti del maresciallo Patrício Câmara e del conte di Figueira, e si decise così a rientrare nei confini della Provincia Orientale, incalzato dal nemico. Arrivate nella valle di Belarmino, le truppe luso-brasiliane si nascosero sulle alture per tendere una trappola all'avanguardia orientale guidata da Andrés Latorre; quest'ultimo, credendosi superiore in numero, attaccò, ma fu severamente sconfitto.
Mentre Artigas si allontanava per raggiungere il torrente Mataojo, dove avrebbe dovuto ricevere nuovi rinforzi provenienti da Entre Ríos e alcuni cavalli, in vista di un imminente attacco contro i nemici. Alla testa dell'avanguardia reduce dalla sconfitta di Belarmino, Latorre si accampò sul fiume Tacuarembó, commettendo però l'imprudenza di dividere le truppe su entrambe le rive del fiume, che, in piena, non permise il collegamento tra le due parti dell'esercito.

## La battaglia
La mattina del 22 gennaio 1820, la colonna del conte di Figueira, composta da 3000 persone, piombò sull'accampamento situato sulla sponda sinistra del fiume, posto sotto la responsabilità di Pantaleón Sotelo; colti di sorpresa, gli orientali cercarono di fuggire, ma si trovarono tra il nemico e il fiume in piena. Molti di loro, compreso il comandante, tentarono di gettarsi in acqua per raggiungere l'altra sponda, ma morirono nel tentativo. Successivamente, Figueira riuscì a guadare il fiume e si avventò sulla restante parte dell'accampamento orientale.
Lo scontro si risolse in una carneficina: secondo il bollettino stilato dai portoghesi, gli orientali lasciarono sul campo 800 morti e 15 feriti. Da parte sua, Figueira scrisse di aver subito la perdita di un solo morto e cinque feriti.

## Conseguenze
La battaglia di Tacuarembó risultò decisiva per le sorti del conflitto. Già prima dello scontro, il Cabildo di Montevideo era riuscito a far deporre le armi ad alcuni luogotenenti di Artigas che si trovavano vicini alla città; all'inizio di marzo si sottomise al governo luso-brasiliano anche il colonnello Fructuoso Rivera, il cui corpo militare era rimasto il più cospicuo nel campo orientale. L'11 di febbraio, intanto, i capi federalisti Francisco Ramírez ed Estanislao López, che ad Artigas dovevano la loro posizione, avevano sconfitto l'esercito del Direttorio nella battaglia di Cepeda; nel trattato che ne seguì, non concessero nulla al caudillo orientale e si disinteressarono totalmente della resistenza ai luso-brasiliani.
Con tutti i suoi luogotenenti nella Provincia Orientale catturati o arresi, Artigas attraversò il fiume Uruguay e si accampò in un luogo chiamato Abalos, nei pressi di Curuzú Cuatiá, dove diede ordine ai capi delle province federaliste di raggiungerlo; la disobbedienza di Ramírez, governatore di Entre Ríos fece scatenare una guerra, dalla quale il caudillo orientale uscì sconfitto. Artigas fu così costretto ad abbandonare le Province Unite per andare in esilio in Paraguay, dove rimase fino alla morte senza più occuparsi di politica.
L'anno successivo, svanita la minaccia di una spedizione militare spagnola, su ordine del re di Portogallo, Brasile e Algarve, Giovanni VI, il generale Lecor fece convocare un'assemblea rappresentativa degli interessi orientali con il compito di decidere il futuro della provincia. Riunitosi il 15 luglio 1821, il Congresso Cisplatino chiese tre giorni dopo la formale adesione al Regno Unito di Portogallo, Brasile e Algarve. La Provincia Cisplatina fu alla fine inglobata nel regno portoghese; nel 1822 il territorio entrò a far parte dell'Impero del Brasile come conseguenza dell'indipendenza ottenuta da quest'ultimo.